# Houmuwukärlet

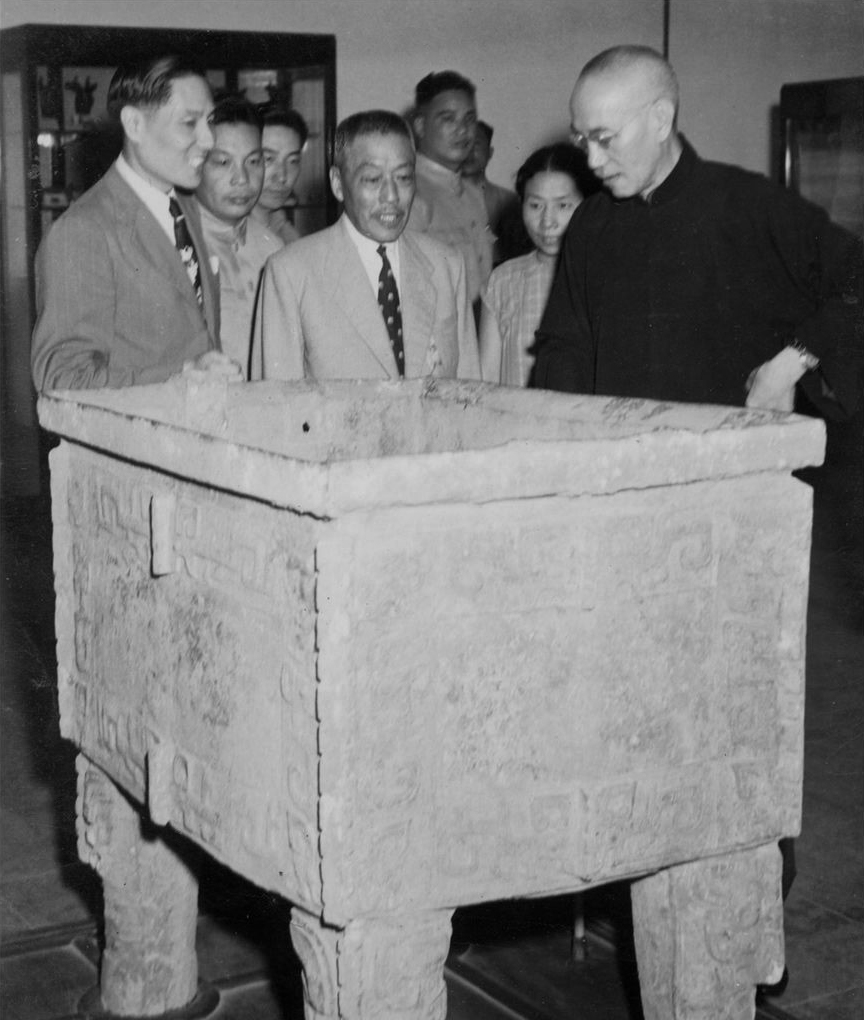
Chiang Kai-shek (till höger) inspekterar Houmuwukärlet 1948.

Houmuwukärlet (后母戊鼎; Hòumǔwù dǐng) eller Simuwuquadripoden (司母戊鼎; Sīmǔwù dǐng) är ett kinesiskt rituellt bronskärl av typen ding från senare delen av Shangdynastin (1300–1046 f.Kr.). Kärlet är 133 cm högt och dess öppning är 112 x 79,2 cm.
Houmuwukärlet hittades 1939 i Wuguancun i Yinxu utanför Anyang i Henanprovinsen vilket är Shangdynastins sista huvudstad. Det finns tre skrivtecken på dess insida; 后 "Hou", "Mu" 母 och "Wu" 戊. Mu var det postuma namnet för Fu Hao, som var drottning till kung Wu Ding (r. 1250 f.Kr. – 1192 f.Kr.). Houmuwukärlet tillverkades efter order från Fu Haos son.
Houmuwukärlet är utställt på Kinas nationalmuseum i Peking.

## I populärkultur
Houmuwukärlet är ett av museiföremålen i spelet Animal Crossing New Horizons.